# Isola Hall
Hall è una piccola isola che si trova 5,6 km a nord-ovest dell'isola di St. Matthew nel mare di Bering, tra l'Alaska e la Russia. L'isola appartiene all'Alaska (USA) e fa parte dell'Alaska Maritime National Wildlife Refuge.
L'isola era stata chiamata Moržovyj (da morž, che significa "tricheco")  dai primi cacciatori russi; in seguito Sindsha (nel 1764), per diventare poi Hall nelle mappe americane nel 1875.
L'isola serve come luogo di riproduzione per il tricheco del Pacifico.

## Note

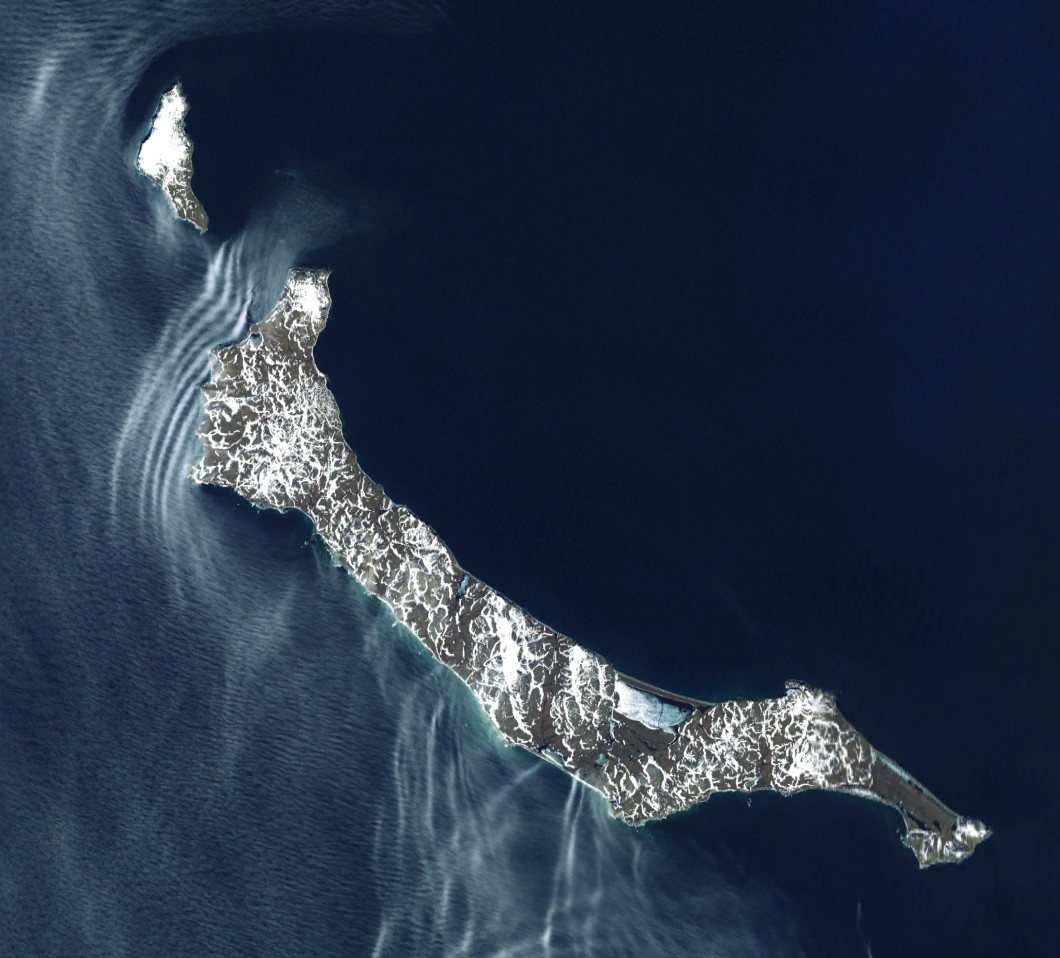
L'isola di St. Matthew, in alto a sinistra è visibile la piccola isola Hall